# Ruth Bahls
Ruth Bahls (* 29. Dezember 1909 in Göhren (Rügen); † 26. Dezember 1994 ebenda) war eine deutsche Museumsgründerin, Heimatforscherin und Pädagogin.

## Leben und Wirken
Bahls wurde als einzige Tochter des Kapitäns Wilhelm Bahls und seiner zweiten Ehefrau Caroline Sabine Hedwig Bahls, geborene Dehnert in der Strandvilla Rheingold geboren. Von 1919 bis 1925 besuchte sie die Grund- und Familienschule in Göhren. 1925 wurde sie konfirmiert und ging an die Hansaschule am Sund in Stralsund, wo sie 1926 die mittlere Reife erwarb. 
Es folgte von 1926 bis 1927 eine kaufmännische Ausbildung an der II. Handelsschule für Mädchen der Industrie- und Handelskammer Berlin und von 1928 bis 1930 eine Fortsetzung der schulischen Ausbildung an der Hansaschule am Sund mit der Ablegung des Abiturs. Nach einer kurzen Anstellung als Kontoristin im Januar 1930 besuchte sie ab April 1930 die Pädagogische Akademie in Stettin und wechselte im Frühjahr 1931 nach Kiel, wo sie im März 1933 die erste Prüfung für das Lehramt an Volksschulen absolvierte. Von April bis September 1933 absolvierte sie einen freiwilligen Arbeitsdienst in Wolferode, Pinnowund und Wahlendow. Zum 1. Oktober 1933 trat sie als Fortbildungszuschussempfängerin in den Schuldienst in Göhren ein. Es folgten Anstellungen als Hilfslehrerin bzw. Lehrerin 1934 in Greifswald, 1934/1935 in Hanshagen, 1935 in Seefeld, 1936 in Hanshagen, Loitz und Stettin, 1937 in Stralsund und von 1937 bis 1939 in Damgarten, wo sie 1937 die zweite Prüfung an der Volksschule abgelegte. In der Zeit von 1935 bis 1938 war sie Scharführerin beim BDM.
Sie absolvierte ein Studium der Pädagogik, welches sie 1940 abschloss und war dann 1940/1941 in Prora, Sellin, Middelhagen und Zicker sowie 1942/1943 in Dreschvitz als Lehrerin tätig. Ab 1943 war sie als Lehrerin in Middelhagen und Alt Reddevitz beschäftigt. Von 1948 bis 1983 arbeitete sie dann als Lehrerin in ihrem Heimatort Göhren. 
Ihre Ausbildung setzte sie jedoch fort. Von 1952 bis 1954 absolvierte sie ein Fernstudium am Deutschen Pädagogischen Zentralinstitut um die Lehrfähigkeit für die Mittelstufe im Fach Geographie zu erwerben. Es folgte von 1956 bis 1961 ein Studium an der Historisch-Philologischen Fakultät der Pädagogischen Hochschule Potsdam mit dem Ziel, auch für die Klassen 5 bis 12 im Fach Geographie die Lehrbefähigung zu erhalten.
Etwa ab Ende der 1940er Jahre beschäftigte sie sich mit Plänen für ein kulturhistorisches Museum für Mönchgut. Eine erste heimatkundliche Ausstellung mit Objekten der Mönchguter Volkskultur organisierte sie 1957 in der Lesehalle des Göhrener Warmbades. Es folgte 1959 eine erste Dauerausstellung einer Mönchguter Bauernstube im späteren Rookhus. Am 1. Mai 1963 wurde dann das Mönchguter Heimatmuseum als zweites Museum dieser Art auf Rügen eröffnet. Als zweites Museum in Göhren wurde dann am 11. August 1971 der Museumshof Göhren der Öffentlichkeit übergeben. Mit dem am 25. Mai 1977 eröffneten Rauchhaus Dat Rookhus kam ein drittes und mit dem am 12. August 1982 eröffneten Museumsschiff Luise ein viertes Museum in Göhren hinzu. Als letztes von ihr initiierte Museum eröffnete am 1. August 1986 das Schulmuseum Middelhagen. Auf ihre Initiative ging auch die Durchführung des ersten Mönchguter Landschaftstags im Oktober 1985 zurück. Sie legte eine große Sammlung von Literatur zur Insel Rügen, ein Archiv und eine Sammlung von Objekten zum Thema an.
Sie engagierte sich in der Denkmalpflege und im Landschaftsschutz. Neben dem Mönchgut befasste sie sich dabei auch mit Gingst, Rambin und Zirkow.
Anfang Dezember 1994 erlitt Ruth Bahls, nachdem sie bereits im November 1994 im Krankenhaus gelegen hatte, einen Schlaganfall. Sie verstarb Ende Dezember in ihrem Haus Villa Rheingold in Göhren. Ihre Urne wurde im Januar 1995 auf dem Waldfriedhof Göhren beigesetzt. Sie war unverheiratet und blieb kinderlos.

## Ehrungen

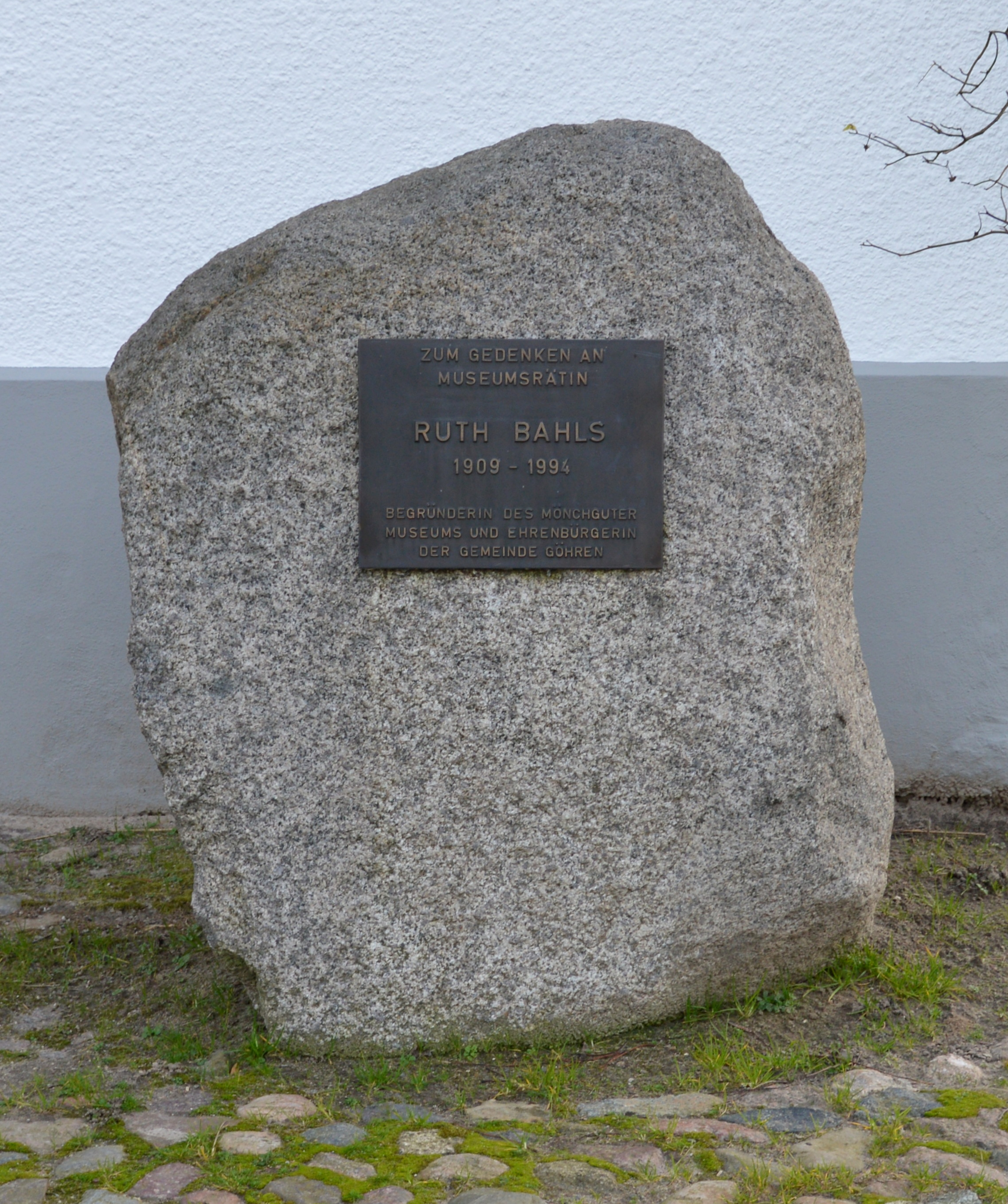
Gedenkstein für Ruth Bahls, 2017

Am 2. Oktober 1974 wurde sie zur Ehrenbürgerin Göhrens ernannt.
1975: Leibniz-Medaille der Akademie der Wissenschaften der DDR
1979: Ernst-Moritz-Arndt-Medaille der Universität Greifswald
1984 wurde ihr vom DDR-Minister für Kultur der Ehrentitel Museumsrat verliehen.
In Göhren wurde ihr zu Ehren 1999 vor dem Heimatmuseum der Ruth-Bahls-Gedenkstein errichtet.
In Sellin wurde eine Straße nach ihr benannt.

## Werke
- Untersuchung über die Ehelichkeit in einem Kirchspiel der Halbinsel Mönchgut, 1933
- Bestimmung der durch Leitfossilien gekennzeichneten Geschiebe des Göhrener Hövtes, 1954
- Methoden und Ergebnisse der geografischen Heimatforschung im Raum Göhren (Insel Rügen), 1961
- Mönchgut – eine Landschaftsstudie. Natur- und kulturgeschichtliche Überblicke und Wanderungen, mit weiteren Autoren, Göhren, Greifswald 1990